# Равенская
Равенская  — деревня в Орехово-Зуевском районе Московской области, в составе сельского поселения Дороховское. Население — 29 чел. (2010).

## Расположение
Рядом (в 5 км) находится деревня Мальково, в 7 км — деревня Рудне-Никитское, в 5—6 км — село Шувое. Ближайшая железнодорожная станция Авсюнино находится в 10 км в посёлке Авсюнино. В деревню Василенцево ведет 3-х километровая лесная дорога.

## История
В 1587 году в Гуслицком стане за Назаром Кирилловичем Трескиным, да за его детьми Смирным и Насоном полдеревни, что было сельцо Хотеново, Ровенская тож, а в ней на половине Назара двор вотчинный, да 2 бобыльских двора. Вторые полдеревни за Иваном Романовичем Безобразовым, отданный тестем его Трескиным в 1599 году, на его половине двор крестьянский, да 2 бобыльских двора. В приправочной книге Ивана Фефилатьева в 1597 году: «Семёновская вотчина — Желтухина пустошь, что была деревня Ровенская, пашни лесом поросли…». По преданию рядом с деревней Равенская, в урочище Михаила-Архангела, на речке Михайловке стоял монастырь, который разрушили поляки в Смутное время. Так же достоверно известно, что на речке Шувойке в 3 км от Равенской в 1608 году был кровопролитный бой русского отряда князя Пожарского с польским отрядом пана Лисовского. Поляки были разбиты, часть из низ попала в плен, а часть во главе с Лисовским ушла на Владимир. По переписи 1646 года Смирный, в обмен на пустошь Васютино получает долю Насона. Из переписной книги Гуслицкой волости 1646 года: полдеревни Равенской, Хатенево тож, в вотчине Смирного Назарьева — сына Трескина, а в ней крестьян: Афонка Мартынов с приёмышем Максимком Ивановым, да Якункою Кузминым. Полдеревни Равенской в вотчине детей Ивана Безобразова — Якова и Григория, а в ней крестьян: Ромашка Павлов с пасынками с Кузёмкою, да с Ерошкою Ондреевыми, Тимошка Осипов, да бобыли Самсонко Осипов и Обакумко Осипов. Со второй половины 17 века деревня становится владением дворян Сверчковых, последний владелец (середина 19 века) — штабс-капитан Иван Васильевич Сверчков. В 1773 году Равенская — деревня Московского уезда, Гуслицкого стана, владение подпоручика Василия Ивановича Сверчкова, здесь 40 душ. В 1852 году деревня 1 стана Богородского уезда, здесь 61 двор с населением 222/ 204. В 1859 году здесь 35 дворов и 224/237 жителей. В 1873 году здесь 98 дворов, жителей 280/320, грамотных 40/0. Имеется старообрядческая молельная. Пашни 40 десятин, жители держат 51 лошадь и 75 коров. Занятия жителей: 59/39 крутильщики, 45/52 ткачи, 70/126 размотка шёлка, 1 красильщик, 11 столяров, 2 кузнеца. Как известно многие гусляки также вели незаконные промыслы, такие как фальшивомонетничество, сбирка, край был известен на всю страну как разбойный, жители Равенской например в 19 веке слыли опытными конокрадами. В 1886 году Равенская упоминается как деревня при урочище Михайловка, Дороховской волости, здесь 68 дворов и 547 жителей. По данным за 1898 год здесь с незапамятных времён молельная, в ней молящихся 440 человек старообрядцев — окружников. В 1902 году здесь открывается школа грамоты, располагалась она в наёмном доме. К 1 января 1909 года в ней обучалось 46 человек. Заведовал школой священник М. П. Преображенский. 8 августа 1905 года состоялся общий сход крестьян-старообрядцев д. Равенской, на котором они постановили построить новый молитвенный дом у себя в деревне, а для ходатайства к губернатору избрали односельчанина Василия Петровича Полякова. В январе 1906 года было получено разрешение на постройку нового молитвенного дома. В 1912 году здесь 151 двор, школа грамоты, 2 раздаточные конторы, 1 чайная и 6 мелочных лавок. В 1925 году строится здание двухкомплектной школы. В 1926 году в деревне 104 крестьянских и 20 прочих дворов, 243/222 жителя, имеется артель плотников. Известно, что в 1928 году деревня полностью сгорела, некоторые жители уехали и она уже не смогла восстановиться до своих былых размеров, но школа в деревне работала ещё до 1970 гг., был так же клуб, библиотека и магазин.
С 2005 года более половины домов составляют дачи. Есть четыре фермерских хозяйства («Елизарова», «Куранова», «Полева», «Якова и Адама»), из которых одно разрушено («Полева»).

## Интересные факты
В прошлом жителей деревни дразнили поляками.
Согласно версии известного писателя, историка и краеведа С. С. Михайлова прозвище поляков жители получили неспроста. После церковного раскола в России, в 1660-х годах на землях Стародубского казачьего полка (Брянская область) старообрядцами были основаны многочисленные слободы. С усилением репрессий в 1680-х годах староверы переселяются на территорию Речи Посполитой (Польши) и основывают новые поселения на реке Сож, с центром на острове Ветка (сейчас это Белоруссия, Гомельская обл.). Российские цари много раз пытались вернуть староверов Ветки обратно в Россию, в итоге Екатерина II в 1764 году приказывает разорить слободы, а старообрядцев выселить в Сибирь. По дороге некоторым людям удаётся бежать и осесть в глухих и болотистых лесах подмосковных Гуслиц, тоже населённых старообрядцами, они расселились в пяти деревнях, а местные жители дали им прозвище — поляки, так как пришли они с польской земли.

## Население
| 1926 | 2002 | 2006 | 2010 |
| ---- | ---- | ---- | ---- |
| 465  | ↘31  | ↘28  | ↗29  |